# Berlino - Sinfonia di una grande città
Berlino – Sinfonia di una grande città (Berlin - Die Sinfonie der Großstadt) è un film documentario tedesco del 1927 diretto da Walter Ruttmann. 

## Trama
Il film comincia con un viaggio ferroviario: un espresso trainato da una locomotiva a vapore si avvicina alla grande città attraversando prati, boschi e centri abitati. Il treno arriva alla stazione di Berlin Anhalter Bahnhof, vicino al centro. Dopo una panoramica sui tetti di Berlino, vengono mostrate le strade della città, continuamente intervallate dall'immagine della torre dell'orologio del municipio di Berlino. Lentamente, con le prime luci dell'alba, le strade inizialmente deserte si riempiono con le persone che vanno a lavorare. Vengono mostrati diversi luoghi di lavoro, intanto il ritmo della città e di pari passo quello del film comincia ad aumentare, così come l'alternarsi delle immagini tra strade, fabbriche ed uffici. Di colpo la frenesia si arresta allo scoccare del mezzogiorno, sempre indicato dall'orologio del municipio. Ma dopo la pausa pranzo il ritmo ricomincia ad incalzare e soltanto a sera torneranno un po' di relax e di tranquillità: Ruttmann mostra anche attività di tempo libero in acqua e nel parco e, di sera, nei locali della città. Il film termina con immagini di fuochi d'artificio e con il cielo illuminato dal fascio di luce emesso dalla torre della Radio di Berlino, appena terminata.

## Produzione
Il film documentario descrive una giornata nella grande città di Berlino, che proprio negli anni Venti stava vivendo un grande boom industriale, e permette di dare uno sguardo alle abitudini di vita e di lavoro di quei tempi.
L'idea di Ruttmann era quella di rappresentare la metropoli berlinese come un organismo vivente. Ancora, come suggerisce il titolo stesso, il regista vedeva un'analogia tra la vita della città, dal lento risveglio della città alla frenesia del giorno fino al progressivo spegnimento serale, e l'andamento di una sinfonia, cosa che volle poi mettere in evidenza nella fase di montaggio. Cosa inusuale per l'epoca, Ruttmann inserì numerosi tagli corti per rendere plasticamente l'idea della vitalità e della frenesia della città. Tra i primi film "sinfonici", Berlino - Sinfonia di una grande città sfruttò le opportunità tecnologiche sviluppate alla fine degli anni Venti per tagliare il film in tante piccole e precise parti, per poi re-incollarle.
Il film sperimentale è stato girato a Berlino da nel settembre del 1927.
Il film fu licenziato dalla censura nel giugno del 1927 con una lunghezza di 1.466 metri e fu trasmesso per la prima volta il 23 settembre 1927 a Berlino.

## Colonna sonora
Della colonna sonora originale di Edmun Meisel è rimasta solo una versione per pianoforte.
Negli anni Settanta il musicista statunitense Arthur Kleiner sviluppò una versione provvisoria delle musiche originali con un arrangiamento per due pianoforti e batteria.
Nel 1982 il compositore Günther Becker sviluppò questa versione, il cui quinto atto fu successivamente rielaborato da Emil Gerhardt: in questa forma il brano venne diffuso, tra gli altri, a Los Angeles, Londra, Bruxelles e Firenze.
Il compositore francese Pierre Henry ha fatto invece esplicitamente riferimento al film di Ruttman nella sua monumentale opera elettroacustica La Ville. Die Stadt. Metropolis Paris – Berlin (1984/1985).
Nel 1987 Mark-Andreas Schlingensiepen scrisse, su incarico del Berliner Festspiele, una grande partitura per orchestra ispirata all'originale di Meisel, che venne poi eseguita al Berliner Waldbühne dalla RIAS-Jugendorchester e poi pubblicata dalla Ries & Erler. Contestualmente lo stesso Schlingensiepen pubblicò un'ulteriore versione per 16 strumentisti, che tra l'altro fu eseguita sotto la sua direzione dal Klangforum Wien.
Alla versione di Mark-Andreas Schlingensiepen fecero seguito diverse altre elaborazioni, per formazioni musicali più piccole, da parte di Emil Gerhard e Günther Becker, Helmut Imig ed anche Hans Brandner: anch'esse sono distribuite dall'etichetta Ries & Erler.
Nel 1993 Timothy Brock ha inciso una nuova versione con l'Olympia Chamber Orchestra Berlin: questa uscì su DVD nel 1996.
Nel 2007, in occasione dell'80º anniversario della prima proiezione del film, ZDF e arte hanno affidato a Bernd Thewes una nuova orchestrazione della musica originale, che risultò essere più ricca di pathos rispetto a quella di Brock. Questa versione fu eseguita per la prima volta dalla Rundfunk-Sinfonieorchester Berlin, diretta da Frank Strobel, il 24 settembre 2007 al Friedrichstadtpalast, in occasione della proiezione della versione restaurata del film (v. infra)

## Distribuzione

### Versione restaurata
Il film, conservato al Bundesarchiv-Filmarchiv, fu restaurato nel 2007 con il sostegno finanziario di ZDF e arte.
La versione restaurata si basa su un duplicato negativo in celluloide trovato nei magazzini dell'ex Reichsfilmarchiv. Questo materiale fu completato da elementi prelevati da una copia donata nel 1986 dalla Library of Congress al Bundesarchiv. La versione restaurata ha ora una lunghezza di 1.446 metri per una durata di circa 64 minuti.
Alla trasmissione di questa versione da parte di arte il 1º dicembre 2007 furono abbinati tre cortometraggi di Ruttmann, che erano stati ricostruiti nello stesso anno presso il Filmmuseum di Monaco di Baviera: Ruttmann opus II 1921 con musiche di Ludger Brümmer (2007), Ruttmann opus III 1924 in una versione ridotta, con musiche di Hanns Eisler (1927) e Ruttmann opus IV 1925 con musiche di Sven-Ingo Koch (2007). Motivi di questi film erano stati utilizzati da Ruttman come transizioni in Sinfonia di una grande città.

### Versioni successive
Nel 1950 uscì un film con un titolo simile, Symphonie einer Weltstadt, con riprese risalenti al 1941. Nel 2002 uscì invece Berlin: Sinfonie einer Großstadt di Thomas Schadt: una sorta di remake e di sequel dell'originale che mostra ancora una volta, e sempre in bianco e nero con sottofondo musicale, una giornata nella città di Berlino, ma 75 anni più tardi. La scena iniziale del film, con il cielo illuminato da fasci di luce durante uno spettacolo pirotecnico, rappresentano appunto l'ideale trait-d'union con il finale del film di Ruttmann. La versione di Schadt mostra le fratture e le ferite di cui Berlino ha sofferto, paesaggisticamente e socialmente, a seguito della guerra e delle successive vicissitudini. Al contrario dell'ottimismo degli anni Venti e dell'impulso della tecnologia, qui dominano invece lunghe scene e lente panoramiche.

## Accoglienza
Siegfried Kracauer criticò la superficialità e la conseguente cecità sociale del film: «Mentre nei grandi film russi le colonne, le case e le piazze vengono ben esplicitate nella loro importanza per l'uomo, qui vengono messi in fila dei frammenti dei quali nessuno può immaginare il perché della loro presenza»..
Apparentemente sulla stessa linea l'articolo di Giuseppe Vetrano su Rivista del cinema italiano diretta da Luigi Chiarini che ci parla dell'impegno sociale come uno di uno dei leit motiv dell'espressionismo che in questo film «diventa espediente banale per un saggio attento e formalisticamente perfetto nella ricerca dell'angolazione di ripresa e di montaggio; nulla di più, perché il contenuto - la vita di Berlino durante un giorno qualunque - è uno specchio fedele dell'indifferenza che il regista ha verso gli uomini e gli avvenimenti di quel momento, La Germania di Weimar pochissimi anni prima del nazismo. Non più la rivolta urlata dell'espressionismo, ma i giochi formali che l'astrattismo proponeva: un modo di fuga dalla realtà, proprio quando questa realtà si doveva documentare».
Georges Sadoul non vede in questo un film non impegnato, anzi parla di un montaggio ingegnoso e rigoroso sulla linea del regista russo Michail Kaufman che aveva già utilizzato questa idea di una città dell'U.S.S.R. documentata dall'alba al tramonto in Moskva (1926). Ruttmannn era «allora un documentarista di sinistra e Melodia del mondo (1929) si fonda sull'idea che tutti gli uomini, qualunque sia il colore della loro pelle, hanno in comune gli stessi sentimenti e compiono gli stessi gesti essenziali». Se mai lo stesso Sadoul aggiunge: «Dopo aver girato in Italia Acciaio si adeguò al III Reich realizzando documentari su indicazione di Goebbels.